# FC Chayka-VMS Sevastopol
El FC Chayka-VMS Sevastopol fue un equipo de fútbol de Ucrania que alguna vez jugó en la Persha Liha, la segunda liga de fútbol más importante del país.

## Historia
Fue fundado en el año 1964 en la ciudad de Sevastopol y tuvo varios nombres a lo largo de su historia, los cuales fueron:
- 1964–1965: Chaika Balaklava (en ucraniano: «Чайка» Балаклава)
- 1966–1970: Chaika Sevastopol (en ucraniano: «Чайка» Севастополь)
- 1971–1974: Avanhard Sevastopol (en ucraniano: «Авангард» Севастополь)
- 1975-1975: Khvylya Sevastopol (en ucraniano: «Хвиля» Севастополь)
- 1976–1986: Atlantyka Sevastopol (en ucraniano: «Атлантика» Севастополь)
- 1987–1996: Chaika Sevastopol (en ucraniano: «Чайка» Севастополь)
- 1997–2000: Chornomorets Sevastopol (en ucraniano: «Чорноморець» Севастополь)
- 2001–2002: Chaika-VMS Sevastopol (en ucraniano: «Чайка-ВМС» Севастополь)

En 1964 hicieron su debut en la Segunda Liga Soviética. En 1966 se fusionaron con el Balaklava de Sevastopol y cambiaron su nombre por el de Chayka Sevastopol, terminando ese año en 4.º lugar, pero no entró a la competición profesional al año siguiente.
Retorno a la Segunda Liga en 1971 como Avanhard Sevastopol, y en 1987 cambiaron su nombre al de Chayka Sevastopol de nuevo. Antes de la desaparición de la Unión Soviética jugaban en la Segunda Liga Soviética B en el Grupo 1.
En la primera temporada del fútbol en Ucrania jugaron en la Persha Liha en el primer subgrupo, donde lamentablemente quedó en 13.eɽ lugar y descendieron a la Segunda Liga de Ucrania. En la temporada 1995/96 quedaron en la 12.ª posición pero no participaron en la temporada siguiente por problemas financieros.
En el año 1997 retornaron a la competición bajo el nombre Chornomorets Sevastopol y participaron en el primer torneo amateur de Ucrania, el cual brindaba el ascenso a la Segunda Liga B. En la temporada 1999/2000 quedaron en el 11.º lugar pero otra vez los problemas financieros hicieron que el club no participara en la temporada siguiente.
En el 2001 participaron con su nombre más reciente y participaron en la Segunda Liga de Ucrania pero terminaron en el puesto 18 y perdieron su estatus como equipo profesional, desapareciendo al año siguiente.
En el año 2002 surge el FC Sevastopol, el cual es considerado el sucesor del club desaparecido de la ciudad.